# Emjay Anthony
Emjay Anthony, född 1 juni 2003 i Clearwater Beach, Florida, är en amerikansk skådespelare.
Anthony har bland annat medverkat i TV-serierna Council of Dads och Physical. Han har även medverkat i filmen Chef.

## Filmografi (i urval)
- 2014 – Chef
- 2020 – Council of Dads (TV-serie)
- 2022–2023 – Physical (TV-serie)